# لیزو
ملیسا ویویان جفرسن (انگلیسی: Melissa Viviane Jefferson؛ زادهٔ ۲۷ آوریل ۱۹۸۸) که بیشتر با نام هنری لیزو (به انگلیسی: Lizzo) شناخته می شود رپر، خواننده، و آهنگ‌ساز اهل ایالات متحده آمریکا است. وی از سال ۲۰۱۰ میلادی تاکنون مشغول فعالیت بوده‌است.
از فیلم‌ها یا برنامه‌های تلویزیونی که وی در آن نقش داشته‌است می‌توان به شیادان اشاره کرد.